# London International Airport

i7
i11
i13
Der London International Airport ist ein Regionalflughafen in der kanadischen Provinz Ontario. Der Flughafen ist ein Platz des National Airports Systems und befindet sich im Eigentum von Transport Canada. Betrieben wird er von der „Greater London International Airport Authority“. Der Flughafen ist ganzjährig rund um die Uhr geöffnet. Durch Nav Canada wird der Flughafen als Airport of Entry klassifiziert und es sind dort Beamte der Canada Border Services Agency (CBSA) stationiert, damit ist hier eine Einreise aus dem Ausland zulässig.
Unter Bezug auf die Passagierzahlen liegt der Flughafen auf Platz 12 in Kanada, legt man Starts und Landungen zugrunde, sogar auf Platz 11. Der gesamte Flughafen mit allen 50 hier ansässigen Unternehmen erwirtschaftet 357 Mio. $ Umsatz pro Jahr  und ist mit 1700 Beschäftigten einer der 10 größten Arbeitgeber in der Region.

## Geschichte
Der Flughafen wurde 1939 in der Nähe von Crumlin gebaut. Ursprünglich war der Flughafen ein Militärstützpunkt. Das Gelände wurde zu einem späteren Zeitpunkt der Stadt London übertragen. Mit dem Engagement der Westjet Airlines in London begann die Erfolgsgeschichte dieses Flughafens. Im Jahr 1998 ging der Betrieb des Flughafens von Transport Canada auf die „Greater London International Airport Authority“ über.

## Start- und Landebahn
Der Flughafen verfügt über zwei asphaltierte Landebahnen:
- Landebahn 09/27, Länge 1920 m, Breite 61 m, Asphalt. PAPI 27 TFC-PAT 09 VASI 09
- Landebahn 15/33, Länge 2682 m, Breite 61 m, Asphalt PAPI 33 TFC-PAT 33.

## Fluggesellschaften
Der London International Airport wird von Air Canada Express, Air Transat, Sunwing Airlines, Swoop, Westjet Airlines und WestJet Encore genutzt. Air Canada Express, Westjet Airlines und WestJet Encore fliegen ausschließlich Inlandsziele an. Air Transat und Sunwing Airlines fliegen dagegen nur Ziele in der Karibik an, während Swoop sowohl Inlandsziele als auch internationale Ziele bedient.

## Verkehrszahlen
| Jahr | Fluggastaufkommen | Flugbewegungen |
| ---- | ----------------- | -------------- |
| 2019 | 683.017           | 78.751         |
| 2018 | 537.245           | -              |
| 2017 | 522.000           | -              |
| 2016 | 514.685           | -              |
| 2015 | 481.943           | -              |
| 2014 | 476.617           | -              |
| 2013 | 448.751           | -              |
| 2012 | 480.000           | -              |
| 2011 | 448.596           | 94.190         |
| 2010 | 465.682           | 141.023        |
| 2009 | 476.192           | 159.013        |
| 2008 | 449.745           | 164.667        |
| 2007 | 455.251           | 96.270         |
| 2006 | 413.782           | 93.107         |
| 2005 | 369.904           | 92.388         |
| 2004 | 301.059           | 95.240         |
| 2003 | 348.357           | 118.000        |
| 2002 | -                 | -              |
| 2001 | -                 | -              |
| 2000 | -                 | 118.967        |
| 1999 | -                 | 143.878        |
| 1998 | -                 | 117.148        |
| 1997 | 342.000           | 106.280        |
| 1996 | -                 | 106.015        |
| 1995 | -                 | 103.912        |
| 1994 | 287.000           | 97.853         |
| 1991 | 254.000           | -              |

1. ↑  Fluggastaufkommen 2012
2. ↑  Fluggastaufkommen 2012